# Moteur à aimants permanents
 (septembre 2023).
Améliorez-le ou discutez des points à vérifier. 

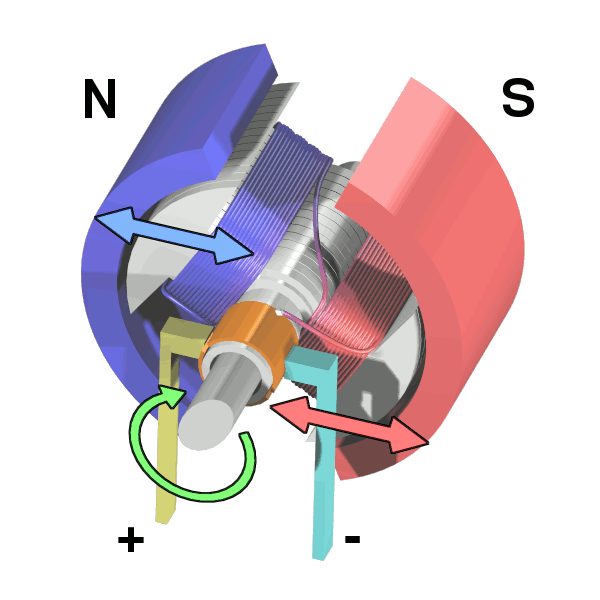
Schéma d'un moteur à aimant permanent

Un moteur à aimants permanents est une machine électrique utilisant des aimants permanents et des électro-aimants, permettant de convertir la force de répulsion magnétique en une énergie mécanique.

## Histoire
En 2017 Kenneth C. Kozeka découvre un moyen pour que les aimants permanents génèrent une attraction horizontale suivie d’une répulsion verticale sans inverser la polarité,,.

## Durabilité
Les aimants perdent un pour-cent de leur force répulsive en dix ans.